# Tomas Daumantas
Tomas Daumantas, né le 30 août 1975 à Plungė, est un footballeur international lituanien, qui évolue au poste de milieu de terrain défensif. Il a été sélectionné deux fois en équipe nationale lituanienne lorsqu'il jouait en première division belge. C'est d'ailleurs en Belgique qu'il a joué la plupart de sa carrière professionnelle, principalement à Beveren et Bruges, avant de revenir jouer dans les divisions inférieures en 2007, lorsqu'il signe à l'Excelsior Veldwezelt. Depuis la saison 2010-2011, il joue au Patro Eisden Maasmechelen, un club de Promotion C.

## Carrière
Recruté par Schalke 04 alors qu'il n'a que 17 ans, Tomas Daumantas ne parvient pas à percer et à l'été 1993 il signe à Beveren, en Belgique. Après deux saisons, il part en Autriche, à l'Austria Vienne, mais l'aventure tourne court et il revient à Beveren en 1996. Après une saison, il est transféré au FC Bruges. Il ne joue presque pas, mais l'équipe remporte néanmoins le titre de champion de Belgique. Il est alors prêté pour une saison à Ingelmunster, club de Division 2. Il revient ensuite à Bruges et reste deux saisons, durant lesquelles il n'a pas plus de temps de jeu.
En 2001, Tomas Daumantas décide de quitter la Belgique et signe au MVV Maastricht. Il reste deux saisons aux Pays-Bas, puis décide de rejoindre le Concordia Ihrhove, dans les divisions régionales allemandes. Il y reste un an, et rejoint ensuite le Sportfreunde Siegen, équipe avec laquelle il termine vice-champion de Regionalliga Sud, permettant au club de rejoindre la 2e Bundesliga pour la première fois de son histoire. Il n'accompagne pas le club à l'étage supérieur car il signe un contrat au Fortuna Sittard, aux Pays-Bas. Il y reste une saison, marquée par des blessures, et rentre ensuite en Lituanie, où il rejoint le FK Vilnius. Après une saison dans son pays natal, Daumantas revient en Belgique pour y terminer sa carrière. En 2007, il signe un contrat pour trois ans à l'Excelsior Veldwezelt, en Division 3. À l'expiration de son contrat en juin 2010, il rejoint le Patro Eisden Maasmechelen, un club de Promotion C. Il a entretemps demandé et obtenu la nationalité belge.

### Palmarès
- 1 fois champion de Belgique en 1998 avec le FC Bruges.